# Емих Карл фон Лайнинген
Емих Карл фон Лайнинген (на немски: Emich Carl Fürst zu Leiningen, * 27 септември 1763, Дюркхайм, † 4 юли 1814, Аморбах) от Дом Лайнинген, е 2. княз на Лайнинген (1807 – 1814) и баварски кралски генерал-лейтенант и ръководител на полк.

## Биография
Той е син на княз Карл Фридрих Вилхелм фон Лайнинген (1724 – 1807) и Христиана Вилхелмина графиня фон Солмс-Рьоделхайм (1736 – 1803).
През 1796 г. фамилията е изгонена от французите от Пфалц. Аморбах става новата резиденция на фамилията. През 1803 г. се образува Княжество Лайнинген.

## Фамилия
Първи брак: на 4 юли 1787 г. в Еберсдорф с Хенриета графиня Ройс фон Лобенщайн-Еберсдорф (* 9 май 1767, † 3 септември 1801), дъщеря на граф Хайнрих XXIV фон Ройс-Еберсдорф. Те имат един син:
- Фридрих Карл Хайнрих Лудвиг (1793 – 1800) умира на 7 години.

Втори брак: на 21 декември 1803 г. с племенницата на първата му съпруга, 17-годишната принцеса Виктория фон Сакс-Кобург-Заалфелд (* 17 август 1786, † 16 март 1861), дъщеря на Франц Фридрих Антон, херцог на Саксония-Кобург-Заалфелд, и графиня Августа Ройс Еберсдорф. С нея той има две деца:
- Карл Вилхелм Фридрих Емих (1804 – 1856), 3. княз на Лайнинген
- Анна Феодора Августа Шарлота (1807 – 1872), ∞ 1828 (дворец Кенсингтън, Лондон) княз Ернст I фон Хоенлое-Лангенбург (1794 – 1860).

След смъртта му Виктория се омъжва повторно на 29 май 1818 г. в Кобург за Едуард Огъстъс, херцог на Кент (1767 – 1820). Двамата имат една дъщеря Александрина-Виктория (1819 – 1901), бъдеща кралица на Обединено кралство Великобритания и Ирландия.